# Варшавсько-Познанська операція
Варшавсько-Познанська наступальна операція (14 січня — 3 лютого 1945) — наступальна операція військ 1-го Білоруського фронту під командуванням Маршала Радянського союзу Жукова Г. К. на території центральної та західної Польщі. Складова частина Вісло-Одерської операції.